# Piskornia (Mazovie)
Pour les articles homonymes, voir Piskornia.
Piskornia (prononciation : [pisˈkɔrɲa]) est un village polonais de la gmina de Pokrzywnica dans le powiat de Pułtusk de la voïvodie de Mazovie dans le centre-est de la Pologne.
Il se situe à environ 3 kilomètres au sud de Pokrzywnica (siège de la gmina), 12 kilomètres au sud de Pułtusk (siège de le powiat) et à 43 kilomètres au nord de Varsovie (capitale de la Pologne).
Le village compte approximativement une population de 279 habitants en 2009.

## Histoire
De 1975 à 1998, le village appartenait administrativement à la voïvodie de Ciechanów.